# Człowiek, którego nie było (film 2001)
Człowiek, którego nie było (ang. The Man Who Wasn't There) – film z 2001 roku w reżyserii braci Coen.

## Fabuła
Jest to historia prowincjonalnego małomównego fryzjera, który cierpi na schizoidalne zaburzenia osobowości. Przypadkowo morduje on przełożonego swojej żony, jednak podejrzaną staje się jego żona.

## Obsada
- Billy Bob Thornton – Ed Crane
- Frances McDormand – Doris Crane
- Michael Badalucco – Frank Raffo
- Adam Alexi-Malle – Jacques Carcanogues
- Katherine Borowitz – Ann Nirdlinger
- Jon Polito – Creighton Tolliver
- Scarlett Johansson – Birdy Abundas
- Peter Schrum – William Von Svenson
- Richard Jenkins – Walter Abundas
- James Gandolfini – Big Dave Brewster
- Tony Shalhoub – Freddy Riedenschneider